# Arundel Castle
Arundel Castle is een gerestaureerd kasteel bij de gelijknamige plaats in het Engelse graafschap West Sussex. Het kasteel is het eigendom van de familie Howard.

## Geschiedenis
Na Normandische verovering van Engeland werd Rogier II van Montgomery door koning Willem de Veroveraar tot de eerste graaf van Arundel benoemd en hij bouwde aldaar het eerste kasteel dat een mottekasteel was. In de twaalfde eeuw kwam de titel en het kasteel in de handen van Willem d'Aubigny die de eerste stenen fundering liet leggen. Koning Hendrik II spendeerde tijdens zijn regering veel geld aan het versterken van Arundel Castle. In 1243 kwam de titel en het kasteel in handen van de FitzAlans.
Richard FitzAlan voegde de FitzAlan Kapel aan het terrein van het kasteel toe waar hij en zijn nazaten werden begraven. In de zestiende eeuw ging het kasteel over in de handen van de Howards. Arundel Castle werd echter van hen afgenomen nadat hun complot uitkwam om Maria I van Schotland op de Engelse troon te plaatsen. Thomas Howard wist het kasteel weer terug te krijgen. Veel verbleven de Howards daarop echter niet meer in het kasteel waardoor het langzaam in verval raakte. Onder leiding van Charles Howard werd het kasteel grotendeels gerestaureerd.
In 1846 bracht koningin Victoria een bezoek aan Arundel Castle en ter voorbereiding daarop liet de toenmalige graaf, Henry Howard, weer het een en ander verbouwen aan het kasteel. Na het bezoek werden de oude delen van het kasteel flink gerestaureerd en pas in 1900 werden deze werkzaamheden voltooid.

## Galerij

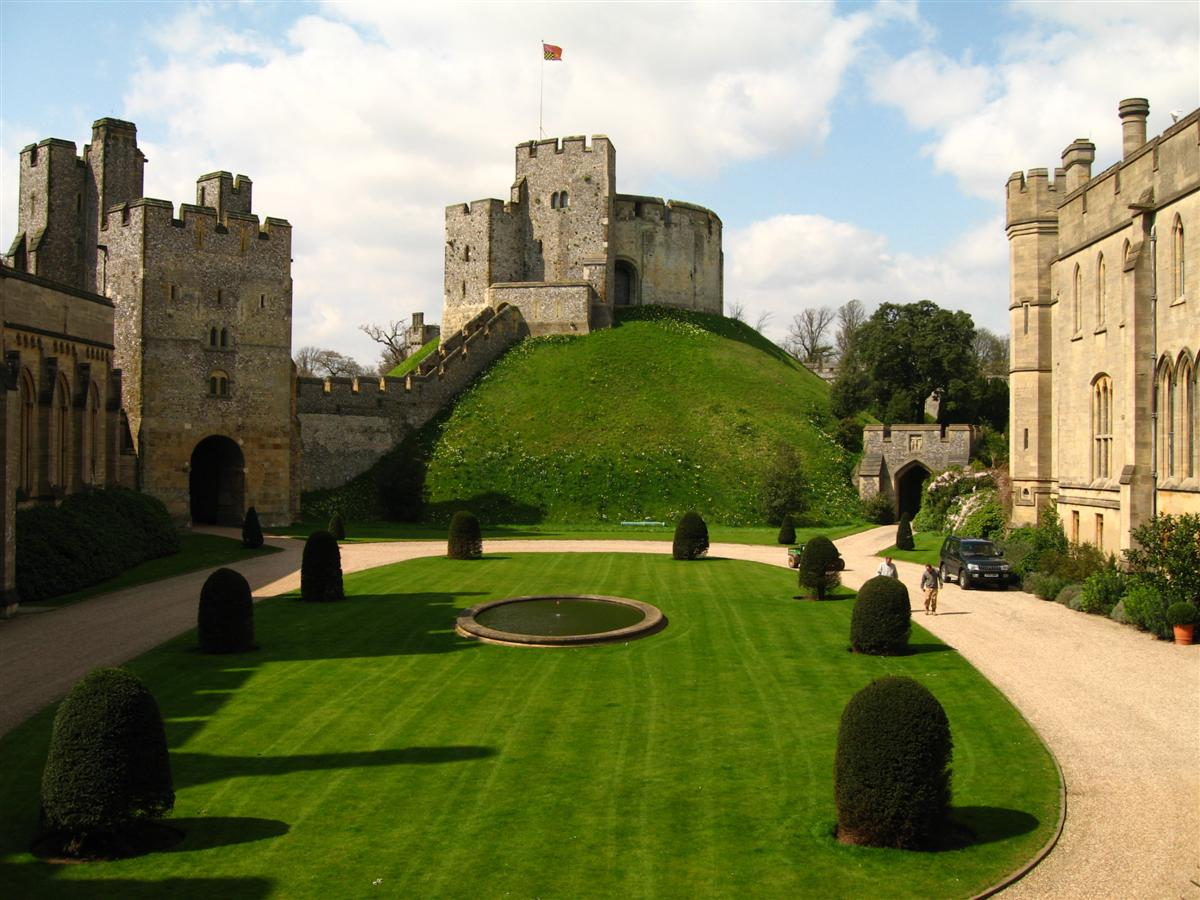
De middeleeuwse donjon met het binnenhof op de voorgrond
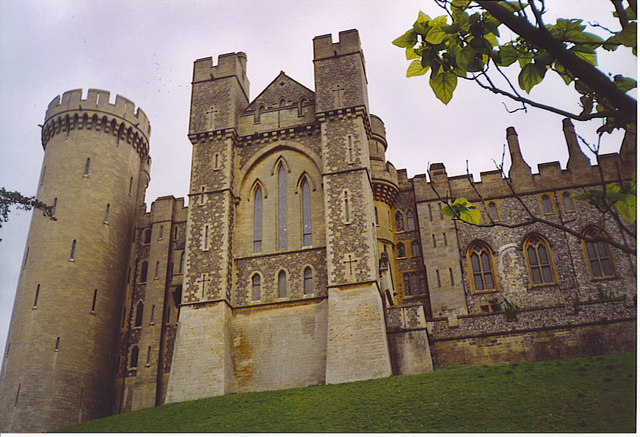
Zuidzijde van het kasteel
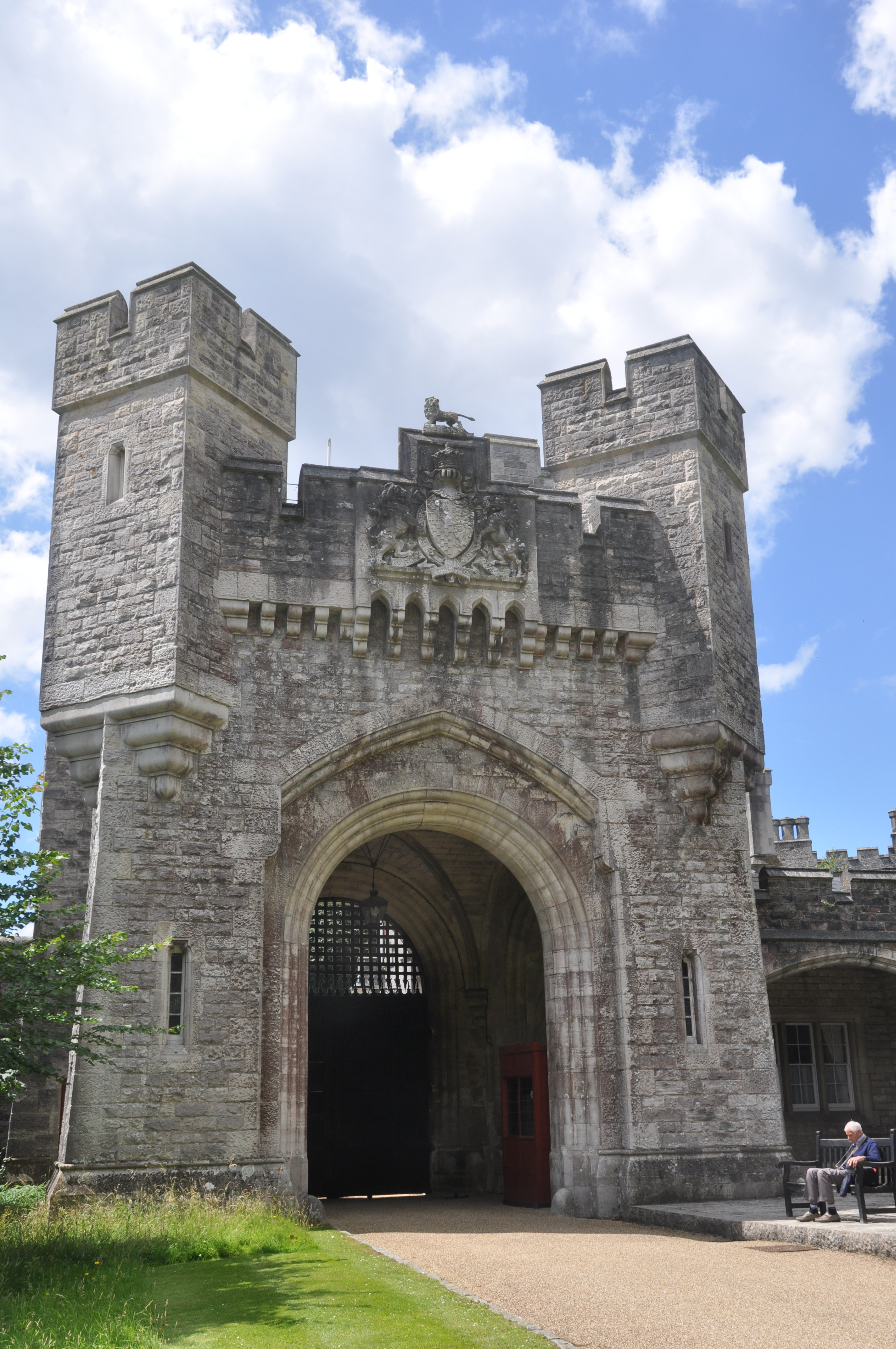
Poorthuis
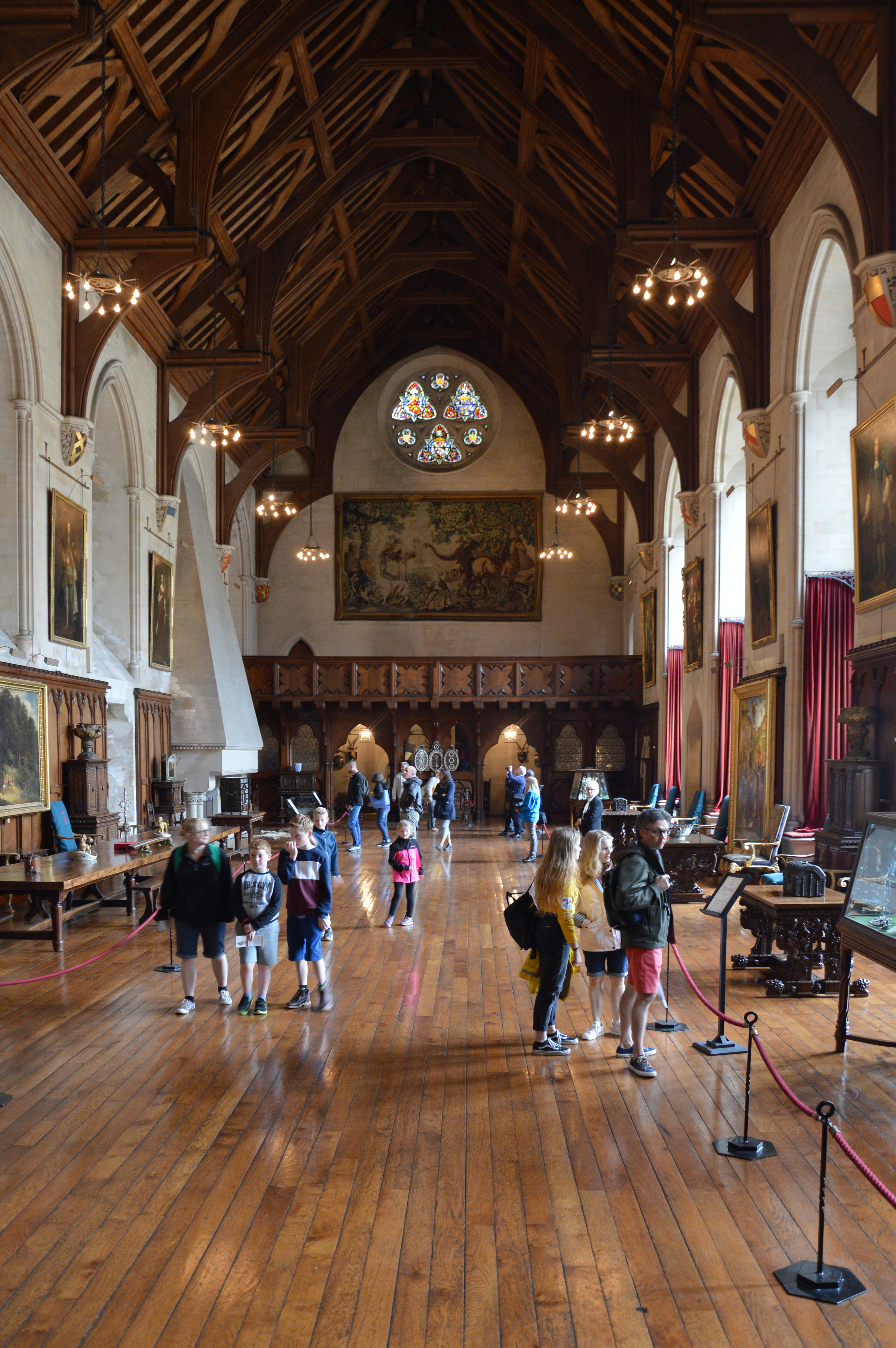
Great Hall
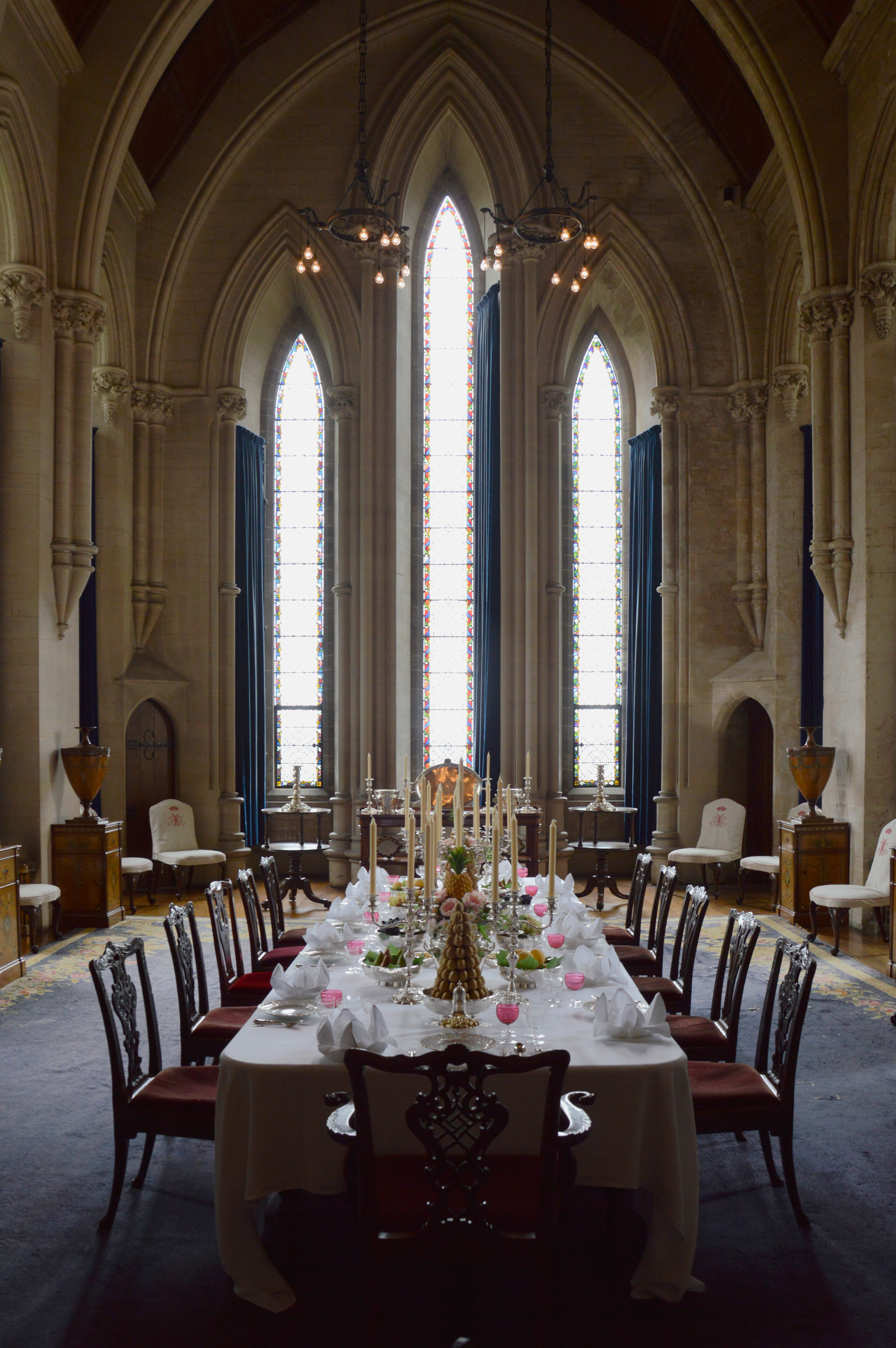
Dining Hall
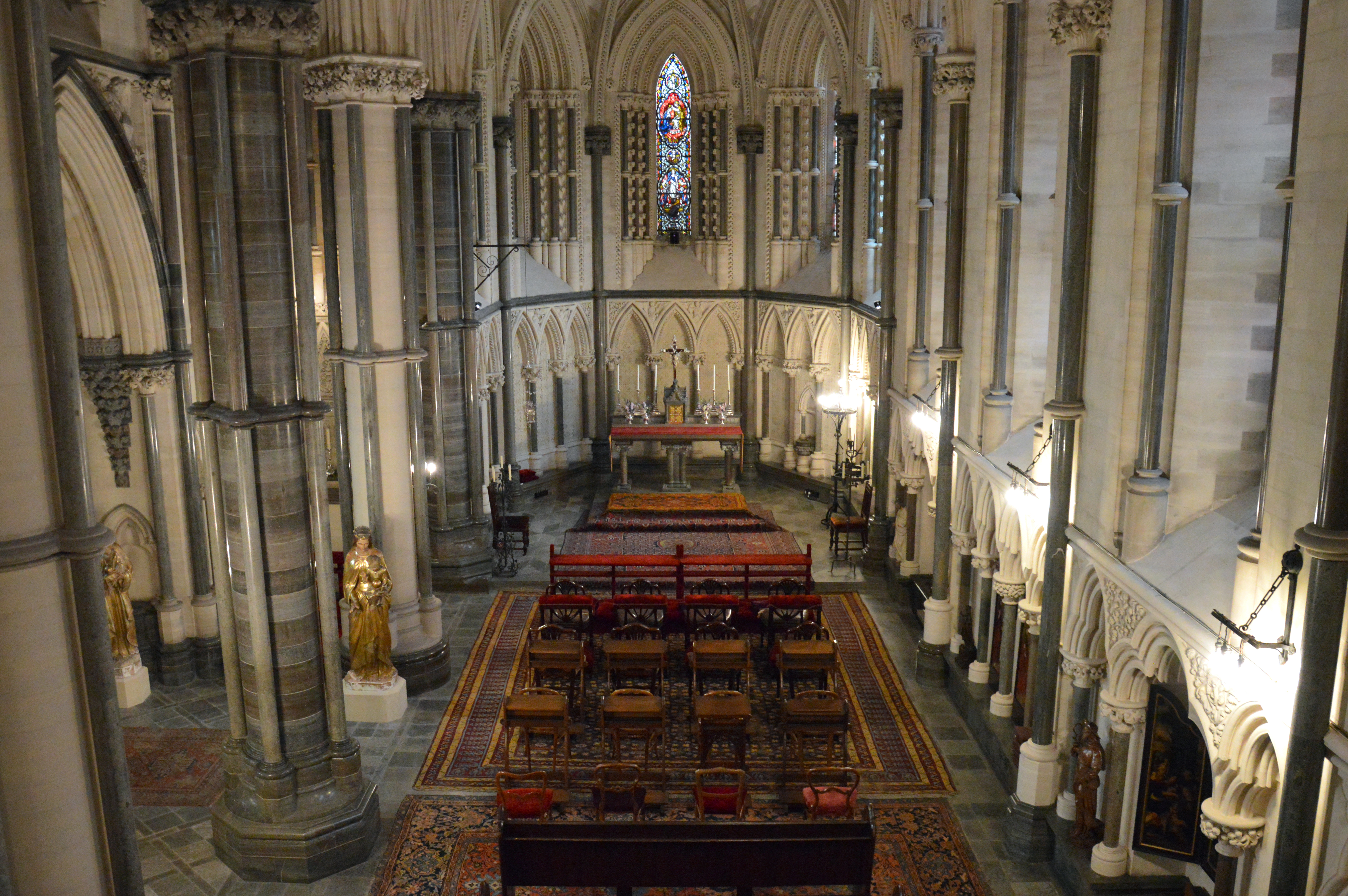
Privékapel in het kasteel